# دامیان آلبیل
دامیان آلبیل (انگلیسی: Damián Albil؛ زادهٔ ۹ فوریهٔ ۱۹۷۹) بازیکن فوتبال اهل آرژانتین است.
از باشگاه‌هایی که در آن بازی کرده‌است می‌توان به باشگاه فوتبال استودیانتس، باشگاه اتلتیکو ایندپندینته، باشگاه فوتبال اتلتیکو تیگره، و باشگاه ورزشی سن لورنسو آلماگرو اشاره کرد.